# Prosotas noreia
Prosotas noreia là một loài lycaenidae được tìm thấy ở Nam Á.